# Ivan Olivari
Ivan Olivari (ur. 28 stycznia 1987 w Zagrzebiu) – chorwacki narciarz alpejski, olimpijczyk.

## Kariera
Po raz pierwszy na arenie międzynarodowej pojawił się 17 grudnia 2002 roku w Bormio, gdzie w zawodach CIT zajął 34. miejsce w gigancie. W 2004 roku wystartował na mistrzostwach świata juniorów w Mariborze, gdzie zajął 33. miejsce w slalomie. Jeszcze trzykrotnie startował w zawodach tego cyklu, zajmując między innymi 29. miejsce w slalomie podczas mistrzostw świata juniorów w Quebecu w 2006 roku. Nigdy nie wystąpił w zawodach Pucharu Świata.
Podczas igrzysk olimpijskich w Turynie w 2006 roku zajął 49. miejsce w supergigancie.

## Osiągnięcia

### Igrzyska olimpijskie
| Miejsce | Dzień     | Rok  | Miejscowość | Konkurencja | Czas biegu | Strata | Zwycięzca           |
| ------- | --------- | ---- | ----------- | ----------- | ---------- | ------ | ------------------- |
| 49.     | 18 lutego | 2006 | Sestriere   | Supergigant | 1:30,65    | +6,78  | Kjetil André Aamodt |

### Mistrzostwa świata juniorów
| Miejsce | Dzień     | Rok  | Miejscowość  | Konkurencja | Czas biegu | Strata | Zwycięzca            |
| ------- | --------- | ---- | ------------ | ----------- | ---------- | ------ | -------------------- |
| DNS     | 12 lutego | 2004 | Maribor      | Supergigant | 1:17,49    | -      | Hans Olsson          |
| 33.     | 14 lutego | 2004 | Maribor      | Slalom      | 1:33,33    | +10,93 | Raphael Fässler      |
| 37.     | 24 lutego | 2005 | Bardonecchia | Slalom      | 1:24,10    | +6,85  | Filip Trejbal        |
| 61.     | 25 lutego | 2005 | Bardonecchia | Supergigant | 1:25,20    | +4,56  | Michael Gmeiner      |
| 48.     | 27 lutego | 2005 | Bardonecchia | Gigant      | 2:10,28    | +6,61  | Michael Gmeiner      |
| 60.     | 2 marca   | 2006 | Québec       | Zjazd       | 1:27,26    | +6,48  | Christopher Beckmann |
| 45.     | 4 marca   | 2006 | Québec       | Supergigant | 1:11,81    | +4,90  | Michael Sablatnik    |
| 29.     | 5 marca   | 2006 | Québec       | Slalom      | 1:32,98    | +8,98  | Mikkel Bjørge        |
| 54.     | 6 marca   | 2006 | Québec       | Gigant      | 2:20,50    | +10,12 | Stefan Guay          |
| 57.     | 6 marca   | 2007 | Altenmarkt   | Zjazd       | 1:38,41    | +5,60  | Beat Feuz            |
| 60.     | 9 marca   | 2007 | Altenmarkt   | Gigant      | 2:14,01    | +9,70  | Marcel Hirscher      |
| DNF1    | 10 marca  | 2007 | Altenmarkt   | Slalom      | 1:49,45    | -      | Matic Skube          |